# Salehabad (Teheran)
Sālehābād (farsi صالح‌آباد) è una città dello shahrestān di Baharestan, circoscrizione di Golestan, nella provincia di Teheran in Iran. Aveva, nel 2006, una popolazione di 54.218 abitanti.